# Trans-la-Forêt
Trans-la-Forêt (bretonisch: Treant-Felger) ist eine französische Gemeinde mit 638 Einwohnern (Stand: 1. Januar 2022) im Département Ille-et-Vilaine in der Region Bretagne. Sie gehört zum Arrondissement Saint-Malo und zum Kanton Dol-de-Bretagne.

## Geographie
Trans-la-Forêt liegt etwa 28 Kilometer südöstlich von Saint-Malo und zwölf Kilometer südlich der Ärmelkanalküste. An der westlichen Gemeindegrenze verläuft der Küstenfluss Guyoult. Umgeben wird Trans-la-Forêt von den Nachbargemeinden Pleine-Fougères im Norden und Nordosten, Vieux-Viel im Osten, Bazouges-la-Pérouse im Südosten und Osten, Cuguen im Südwesten, Broualan im Westen sowie La Boussac im Nordwesten.

## Geschichte
Am 1. August 939 wurde hier die Schlacht von Trans geschlagen. Die seit 919 andauernde Besetzung der Bretagne durch die Loire-Normannen wurde damit von Bretonen und Franken beendet. Alain II., genannt Schiefbart, stieg dadurch zum Herzog der Bretagne auf. (Sein Nachfolger musste allerdings 952 wieder die Oberhoheit der Normannen anerkennen.)

### Bevölkerungsentwicklung
| Jahr                       | 1962 | 1968 | 1975 | 1982 | 1990 | 1999 | 2006 | 2013 | 2020 |
| Einwohner                  | 810  | 747  | 670  | 637  | 594  | 583  | 564  | 537  | 606  |
| Quellen: Cassini und INSEE |      |      |      |      |      |      |      |      |      |

## Sehenswürdigkeiten

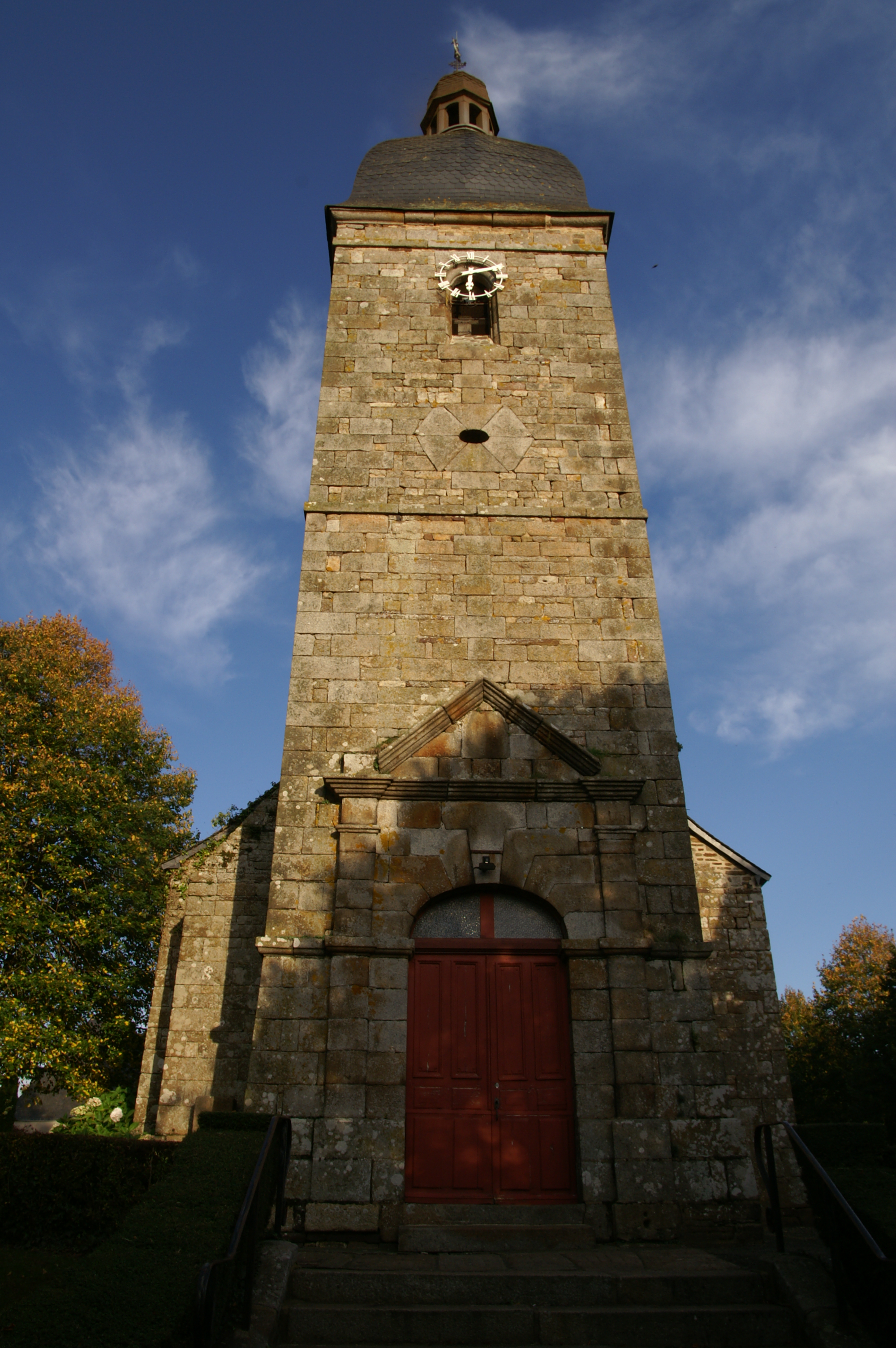
Kirche Saint-Pierre
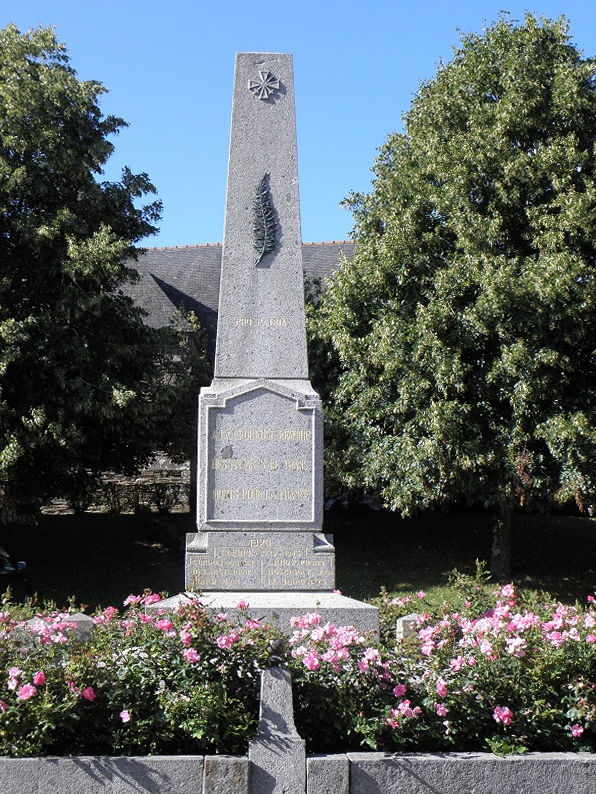
Gefallenendenkmal

- Kirche Saint-Pierre
- Gefallenendenkmal